# 메자즈알바브

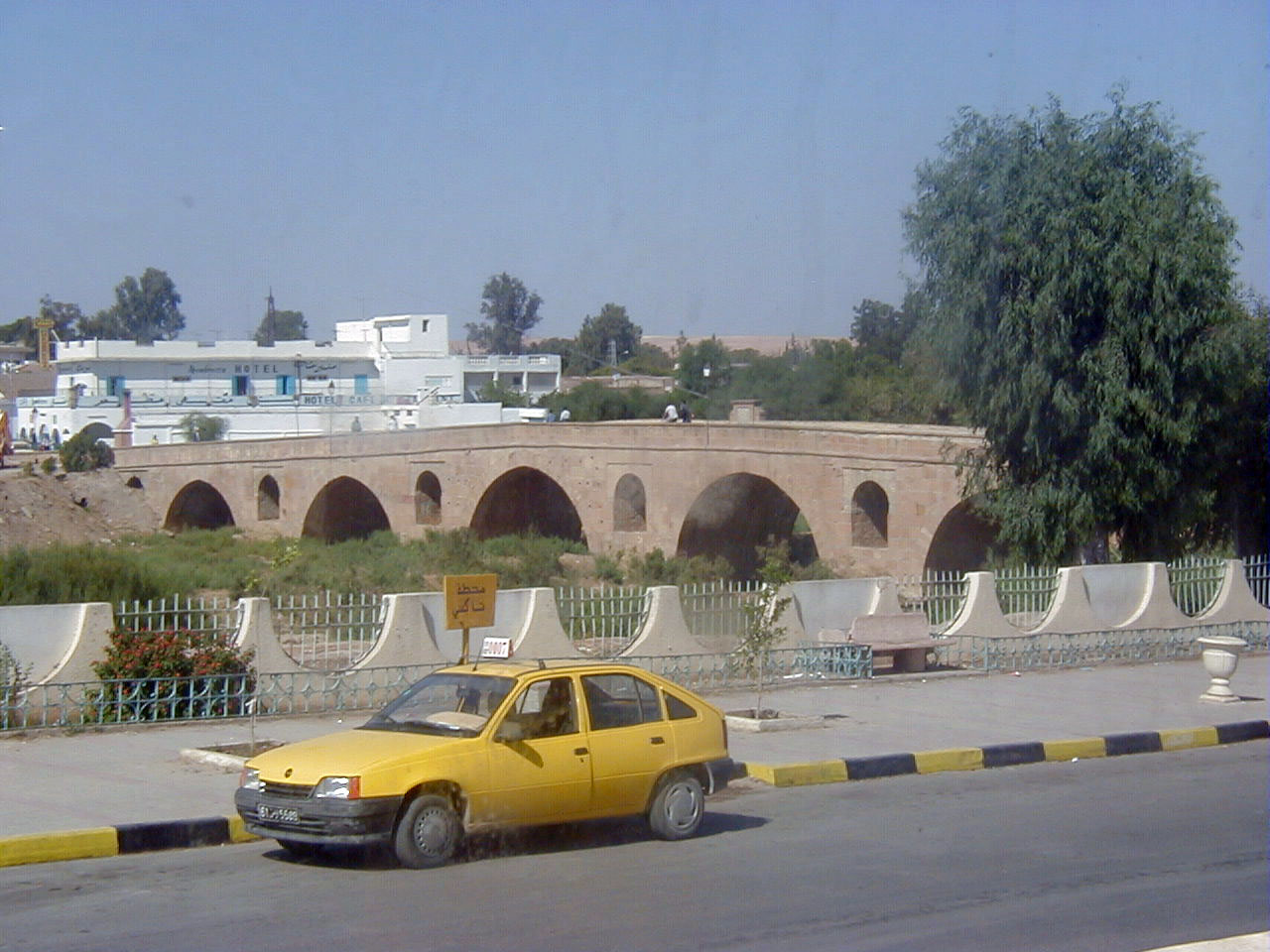
메자즈알바브

메자즈알바브(영어: Majaz al Bab, 아랍어: مجاز الباب)은 튀니지 베자 주에 있는 도시이다. 인구는 20,308명(2004년)이다.